# あななん
あななんは、徳島県阿南市のマスコットキャラクターである。

## 概要
2013年（平成25年）10月12日に誕生。四国の最東端の阿南市に咲くヒマワリから生まれた、花と光のたてがみをもったライオンのような不思議なキャラクターである。事前に用意された4種の異なるデザインから市内の小中学生の投票で選ばれた。
性別は不明、職業は公務員で阿南市のPR活動をしているという設定である。

## 沿革
- 2013年（平成25年）10月12日 - あななんが誕生。